# The Girl in the Web
The Girl in the Web er en amerikansk stumfilm fra 1920 af Robert Thornby.

## Medvirkende
- Blanche Sweet som Esther Maitland
- Nigel Barrie som Dick Ferguson
- Thomas Jefferson som Samuel Van Zile Janney
- Adele Farrington
- Hayward Mack som Chapman Price
- Christine Mayo som Mrs. Price
- Peaches Jackson som Bebita